# ABB Arena

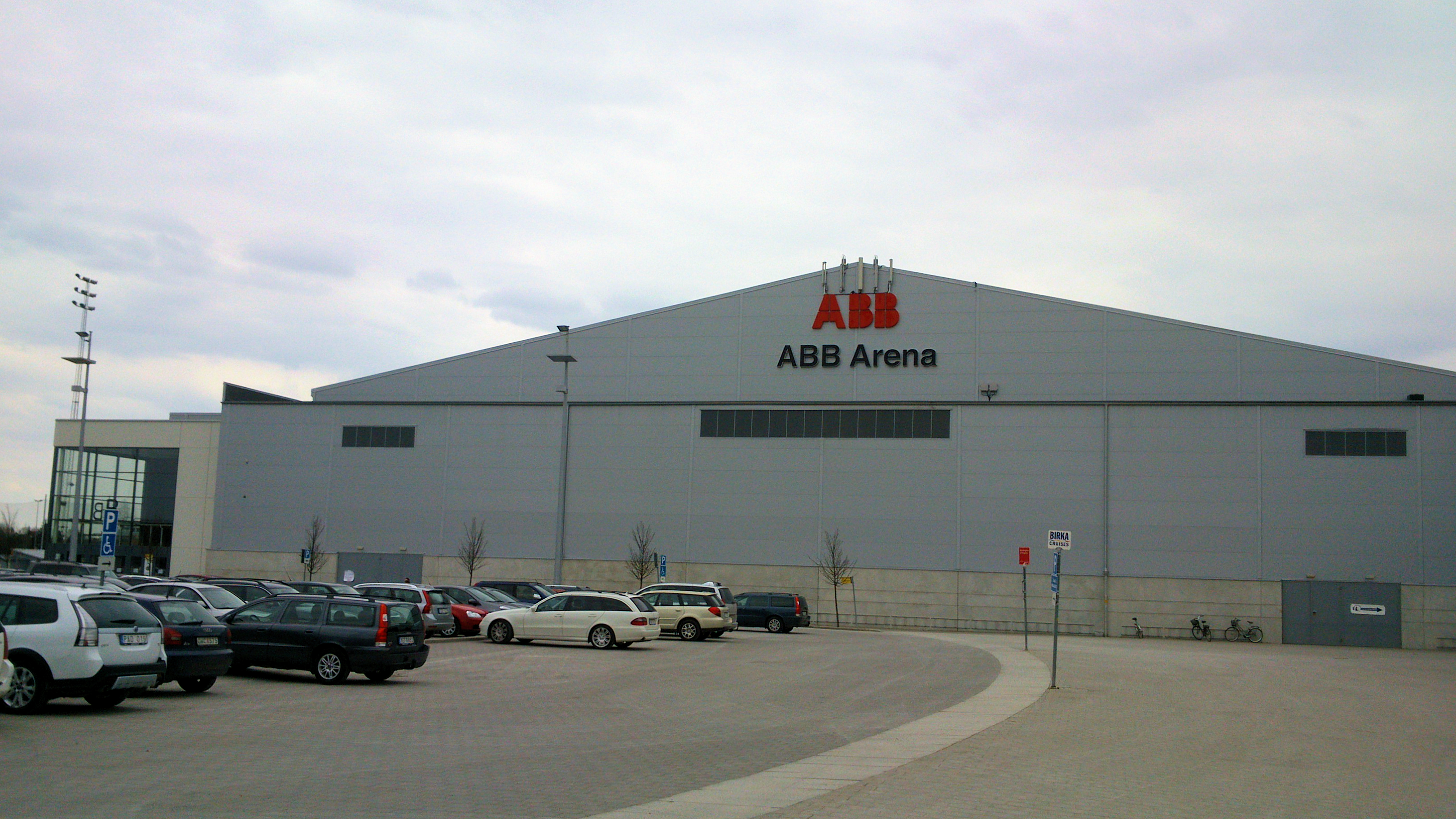
ABB Arena Syd i Västerås, Sverige. Multisport- och bandyhall på Rocklunda IP i Västerås.

ABB Arena är det gemensamma namnet på de två största inomhusarenorna vid Rocklunda IP i Västerås, Sverige. ABB Arena Nord är den ombyggda ishallen som tidigare kallades Rocklundahallen. ABB Arena Syd är en multiarena som främst används för bandy men även för konserter, mässor mm.

## Historia
Rocklundahallen stod klar 1965 och var en av de första ishallarna i Sverige. Hallen har en publikkapacitet på 4 496 personer. Publikrekordet är från matchen mellan VIK och Brynäs den 20 november 1969 och är på 10341 personer. I januari 1967 spelades bland annat finalen i Rocklundahallen då världsmästerskapet i handboll för herrar spelades i Sverige.
År 2006 beslutade Västerås kommun att sälja Rocklundaområdet till privata intressen. I beslutet ingick en total upprustning av den gamla hallen som inte byggts om sedan den stod klar. Inför säsongen 2007 stod den nya hallen klar och den fick då namnet ABB Arena Nord.

## ABB Arena Nord
Ishallen nyinvigdes i september 2007 efter en större ombyggnad av Rocklundahallen (som uppfördes 1965) och har en publikkapacitet på 4 496. Publikrekordet är från matchen mellan VIK och Brynäs den 24 januari 1965 och är på 12 016 personer.
Antalet fasta sittplatser är 2 453 och ståplatser 1 835. Golvyta är 1 800 kvadratmeter (30x60 m), den fria takhöjd är 12 meter. I hallen finns restaurang och café samt utrymme för konferenser för upp till 300 personer. Till detta kommer pressrum med TV-läktare och pressläktare.
Till områdets ishockeyanläggningar finns en mindre inomhushall, Mimerhallen, samt en konstfryst rink med tak och en öppen långsida kallad Månskensrinken.

## ABB Arena Syd

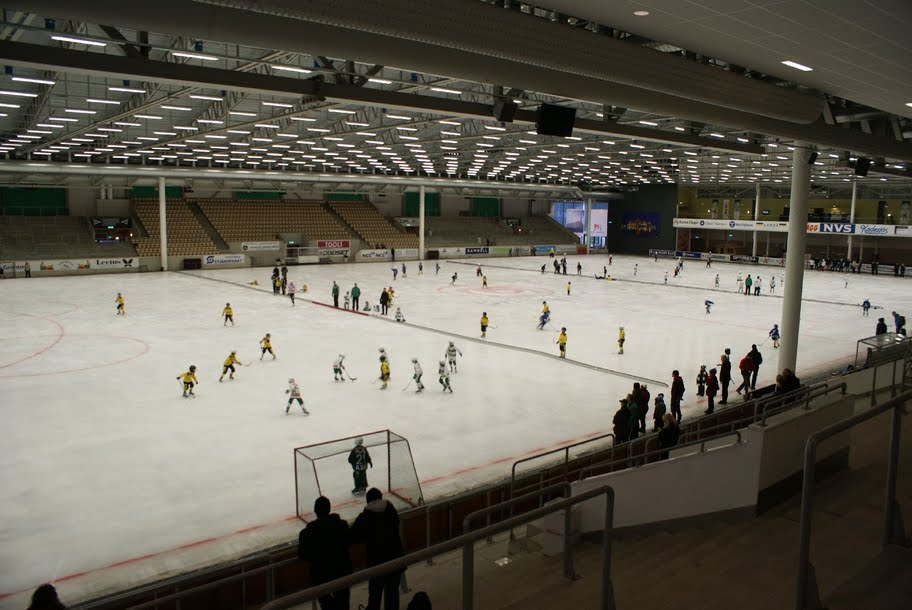
Bandy i ABB Arena Syd

ABB Arena Syd invigdes den 20 oktober 2007 och är Sveriges till ytan och till publikkapacitet största inomhusarena som används permanent för bandy (Friends Arena och Tele2 Arena används någon enstaka gång). Publikkapaciteten är ca 8 000 åskådare vid bandy och 16 000 vid konsert. Byggnadsytan är 13 900 m². I den spelar Västerås SK och Tillberga Bandy sina hemmamatcher. Bandyhallen ersatte Rocklunda Bandystadion, som invigdes den 2 december 1956 och som då blev Sveriges första konstfrysta bandybana.
Hallen har en golvyta (platta) på 8 400 kvadratmeter (120*70 meter). Isytan är fyra gånger större än den i Globen. Takhöjden är 24 meter, fri höjd är 12 meter (upp till belysningen). I hallen finns även konferensrum med köksutrymme, VIP-loger, serveringsdel för mat och dryck(Hyllan), pressrum och pressläktare. Arenan är ännu inte färdigbyggd enligt den byggplan som fanns då den ritades. Mycket måleriarbeten och detaljfinish återstår men färdigställdes inte p.g.a. att byggentreprenören gick i konkurs i slutet av byggnationen.
Arenan är efter Friends Arena, Tele2 Arena, Globen, Malmö Arena och Scandinavium Sveriges sjätte största inomhusarena sett till publikkapacitet. Med så kallad "skolsittning" är den tredje störst i Sverige beroende på golvytan som rymmer fyra fullstora ishockeyplaner.
Här arrangeras allt från bandymatcher, handbollsturneringen Irstablixten och isracing till mässor och konserter, exempelvis en deltävling i Melodifestivalen 2008 och även Melodifestivalen 2025.
Bredvid hallen ligger Hakonplan som är en konstfryst utomhusarena för bandy.
ABB Arena Syd invigdes med en vänskapsmatch där Sveriges herrlandslag i bandy slog "Västerås Allstars" med 13-6 (5-3) inför cirka 8 000 åskådare.
Svenska cupen 2008 i bandy spelades i ABB Arena, vilket var första gången som Svenska cupen i bandy spelades utanför Edsbyn.
ABB Arena Syd och Hakonplan var huvudspelplatser under VM i bandy för herrar 2009.
ABB Arena Syd utsågs säsongen 2007-2008 till årets bandyarena av Svenska bandyförbundet.
I mars 2024 spelades Svenska bandyfinalen på såväl herr- som damsidan spelades i ABB Arena. I juni 2024 enades Svenska Bandyförbundet och Västerås kommun att så också skulle bli fallet 2024 och 2025.